# مقیاس بیلی برای رشد نوزادان
مقیاس بیلی برای رشد نوزادان و کودکان نوپا (به انگلیسی: Bayley Scales of Infant and Toddler Development) (نسخه ۴ آن که در سپتامبر ۲۰۱۹ منتشر شد)، مجموعه استانداردی از اندازه‌گیری‌ها است که در ابتدا توسط روان‌شناس نانسی بیلی گسترش یافت که عمدتاً برای ارزیابی رشد نوزادان و کودکان نوپا در سنین ۱ تا ۴۲ ماهگی استفاده می‌شد. این اندازه‌گیری شامل یک سری وظایف بازی رشدی است و بین ۴۵–۶۰ دقیقه برای تجویز انجام می‌شود و یک ضریب رشدی (DQ) به جای بهره هوشی (IQ) استخراج می‌کند. نمره‌های خام موارد با موفقیت تکمیل شده به نمره‌های مقیاس و به نمره‌های ترکیبی تبدیل می‌شوند. این نمره‌ها برای تعیین عملکرد کودک در مقایسه با هنجارهای گرفته‌شده از کودکان در حال رشد معمول در سن آنها (در ماه) استفاده می‌شود. آزمون Bayley-III دارای سه خردآزمون اصلی است. مقیاس شناختی که شامل مواردی مانند توجه به اشیاء آشنا و ناآشنا، جستجوی یک شی افتاده و بازی وانمودی است، مقیاس زبان که بر درک و بیان زبان ضربه می‌زند، به عنوان مثال، تشخیص اشیا و افراد، دنبال کردن دستورالعمل‌ها، و نام‌گذاری اشیا و تصاویر، و مقیاس حرکتی، که مهارت‌های حرکتی درشت و ریز مانند گرفتن، نشستن، چیدن بلوک‌ها و بالا رفتن از پله‌ها را ارزیابی می‌کند. دو مقیاس دیگر Bayley-II وجود دارد که به گزارش والدین بستگی دارد، از جمله مقیاس اجتماعی-عاطفی، که از مراقبان در مورد رفتارهایی مانند آرام بودن، پاسخگویی اجتماعی، و بازی تقلید می‌پرسد، و مقیاس رفتار تطبیقی که دربارهٔ سازگاری با خواسته‌ها می‌پرسد. زندگی روزمره، از جمله ارتباط، خودکنترلی، پیروی از قوانین و کنار آمدن با دیگران. مقیاس‌های شناختی و زبانی Bayley-III پیش‌بینی‌کننده خوبی برای عملکرد آزمون ذهنی پیش‌دبستانی هستند. این نمره‌ها تا اندازه زیادی برای غربالگری استفاده می‌شود و به شناسایی نیاز به مشاهده و مداخله بیشتر کمک می‌کند، زیرا نوزادانی که امتیاز بسیار پایینی دارند، در معرض خطر مشکلات رشدی آینده هستند.